# The Land Before Time (franquicia)
The Land Before Time (traducido en diferentes países hispanohablantes como En busca del valle encantado o La tierra antes del tiempo) es un conjunto de películas y una serie de televisión, todas ellas de animación, destinadas a un público infantil. Los personajes de la franquicia son crías de dinosaurios que viven diferentes aventuras durante la era de los dinosaurios. Esta franquicia comenzó gracias al éxito que obtuvo en 1988 la película de mismo título, dirigida por Don Bluth y producida por Steven Spielberg y George Lucas. Hasta la fecha se han producido trece secuelas concebidas directamente para vídeo (ya sin asociación con Bluth, Spielberg o Lucas), así como productos derivados (juguetes, videojuegos etc.) y una serie de televisión aparecida después de la decimotercera. Debido a la gama de secuelas muchas personas han repudiado la saga por su sobreexplotación mediocre, innecesaria y poseer una muy baja calidad sobre sus guiones. Hasta la fecha aún no se ha confirmado si la producción de esta franquicia continuará o si ya finalizó.

## Personajes

### Niños
- Pie Pequeño/Piecito (Apatosaurus)

Es el líder del grupo y el más inteligente. Normalmente Piecito (Pie Pequeño en algunos países de Hispanoamérica) es quien planea las cosas antes de que las hagan. Quedó huérfano de madre tras ser herida gravemente por un tiranosaurio desde muy pequeño, vive con sus abuelos, con quienes se crio, pero nunca se han dicho sus nombres. Pie Pequeño siempre da la oportunidad a los demás dinosaurios sin importar las diferencias que haya, como se demostró al entablar amistad con Chomper (Mordelón en Hispanoamérica), un joven tiranosaurio, aun cuando esta especie de dinosaurio es igual del tiranosaurio que mató a su madre, nunca vacila de su amistad y confianza en Chomper pese a la opinión de sus amigos sobre el, de que algún día será una amenaza para ellos. También mostró su compasión al entablar amistad con los Pequeñosaurios, una manada de Mussaurus pigmeos. Esto indica que posee un buen corazón, ya que puede hacer amigos sin ningún esfuerzo. No sabía que tenía un padre, hasta “La gran migración de los Cuellos Largos” donde lo conoció y se ganó a un “hermano” llamado Shorty, con quien tuvo una relación muy parecida a la que tuvo con Cera cuando la conoció, aunque en el final de la película se hacen amigos y luego hermanos.
- Cera/Sera (Triceratops)

Es la mejor amiga de Pie Pequeño, aunque en un principio no se llevaban bien. Es la más fuerte del grupo y quien normalmente tiene los pies más en la tierra ya que no tiene la gran confianza de Pie Pequeño, aunque lo acompaña en sus aventuras con fidelidad. La familia de Cera es dudosa, ya que en la primera película En busca del valle encantado se muestra que tiene varias hermanas y hermanos. Además de su xenófobo y sobreprotector padre. En “El secreto de la roca del dinosaurio” aparecen dos sobrinas suyas que son gemelas, hijas de su “hermano mayor” y en “La invasión de los pequeñosaurios” el propio padre de Cera dice que ella es su única familia que tiene. A pesar de ser un triceratops, Sera se parece más a un centrosaurio.
- Petrie (Pteranodon)

Es el más pequeño del grupo y su rol es de explorador, aunque tiende a ser miedoso, nunca duda en acompañar al grupo en las aventuras que estén ante ellos. Principalmente advierte de los peligros a los demás antes de que el grupo salga del Gran Valle, aunque normalmente los demás lo escuchan, acaban saliendo del Gran Valle de todos modos. Petrie, tiene 7 hermanos y hermanas, aunque en otras películas se ha mostrado solo tiene 4, vive con su familia en una montaña no muy lejos de donde vive Ducky, quien parece ser su mejor amiga, posiblemente porque ambos son los más pequeños del grupo. En “La isla misteriosa” se reveló que tiene miedo a volar sobre demasiada agua.
- Spike/Púas (Estegosaurus)

Spike es el más lento y paciente del grupo, y junto con Cera, tiene la ocupación del más fuerte, pero debido a su actitud tardía y relajada, pocas veces reacciona y actúa, y a veces cuando tiene miedo, o se asusta con algo que es terrorífico, esconde su cabeza en la tierra. Normalmente es muy glotón y gusta de llevar a Ducky y Petrie en su lomo. Solo ha hablado una vez, y fue en “Viaje a través de las brumas” según la propia Ducky, Spike, habla cuando el momento lo requiera. Spike tiene una relación de “Hermano mayor” con Ducky y siempre la acompaña donde ella vaya, aunque también tiene una buena amistad con Pie Pequeño y Cera. En una ocasión dejó el Gran valle para ir con una manada de estegosaurios, pero después volvió con su "familia" en el Gran valle: Ducky, su mamá y sus hermanos.
- Ducky/Patito (Saurolofo)

El segundo integrante femenino del grupo, su rol es de exploradora acuática, por ser la que mejor sabe nadar. Su frase más común es “Esto no me gusta. No, no, no” o “Spike, no comas eso” Ducky, es la más inocente y tierna del grupo, normalmente está de acuerdo en casi todas las decisiones de Pie Pequeño, aunque también tiende a apoyar los puntos de vista de Cera. En “El secreto de la roca del dinosaurio” ella misma revela que nació con 13 hermanos y hermanas al mismo tiempo, razón por la cual conoce la importancia de las familias y es la primera en aconsejar a Cera del cuidado de sus sobrinas, o a Piecito cuando no entiende algo de sus abuelos. Ducky, es muy unida a Spike, y gracias a ella, fue que Spike habló una sola vez, en “Viaje a través de las brumas” donde Spike, gritó “Ducky” para ella, a pesar de las diferencias de especies, Spike siempre será su “hermano favorito”.
- Mordelón/Chomper (Tiranosaurio)

Es el integrante del grupo más reciente, aunque algo apartado por ser de la categoría “Carnívoro”. Mordelón no solo considera a Pie Pequeño como su mejor amigo, sino que también lo ve como un hermano mayor desde que este intentó criarlo en la segunda película de la saga. Apareció de nuevo en “La Isla misteriosa" junto con sus padres; al principio, Cera no tenía confianza con Chomper por ser un tiranosaurio, pero al final de la película cuando los padres de Chomper salvaron a Pie Pequeño y a sus amigos de un Giganotosaurio salvaje, Cera se dio cuenta de que no todos los carnívoros son malos, aunque Pie Pequeño era el único que no le tenía miedo y siempre lo defendía de sus amigos, al igual que lo defendía de sus creencias de que algún día Chomper sería un dienteagudo salvaje y asesino como cualquier otro. Es el único personaje de las películas, que ha aparecido más de una vez: en la serie animada y en las películas. En la serie, vive con Ruby en unas cuevas cercanas al Gran Valle que conecta al misterioso más allá el cual junto con Pie Pequeño y sus amigos consiguieron bloquear el camino con una piedra gigante, en la serie Chomper come insectos y se nota que los abuelos de Pie Pequeño y padres de Cera, Ducky, Spike y Petrie saben que Chomper es un tiranosaurio amistoso por lo que ellos no tienen ningún problema en dejarlo vivir en el Gran Valle cuando quiera.
- Ruby (Oviraptor)

Es la tercera integrante Femenina del grupo. Solo apareció en la película 14 (Continuación de la serie), pero destaca por aparecer en la serie de televisión, viviendo junto con Mordelón. Es muy buena amiga con Pie Pequeño y de los demás miembros del grupo, en especial con Mordelón, puesto que los 2 son "Carnívoros" a veces actúan como hermanos, en alguna ocasión antes de que Chomper y Ruby llegaran al gran valle, Ruby les había prometido a los padres de Chomper que cuidaría que su hijo, por lo que Ruby es uno de los personajes que se preocupa más por la seguridad de Chomper aparte de Pie Pequeño.
- Shorty/Peque (Braquiosaurio)

Es el “hermano” de Pie Pequeño, según Bron, él lo encontró junto con otros cuello largos intentando sobrevivir ellos solos, y este se quedó con ellos para protegerlos. Más adelante los otros cuellos largos de la manada, adoptarían a los pequeños excepto a Shorty, quién sería adoptado por Bron. En un principio, tendría una relación muy mala con Pie Pequeño, pero después se ganarían mutuamente respeto y después, se considerarían hermanos. En la serie Shorty junto con Bron visitan el gran valle, donde este último, acompaña a pie pequeño en la prueba cuello largo, mientras Shorty guía a los amigos de Pie pequeño al sendero de la gran roca.
- Ali (Apatosaurio)

Es integrante de una manada de “Emigrantes” esta demuestra amistad hacia Pie Pequeño, aunque en un principio intenta no tener relación con Cera, Ducky, Petrie y Spike, porque son de otras especies. Al final se vuelve amiga de los demás y reconoce que es bueno tener varios amigos. Según la narración de la película donde aparece “El Viaje a la Tierra de las Brumas” el grupo vuelve a encontrarse con ella, pero hasta ahora no ha vuelto a aparecer. En la serie animada, regresa con su manada, y presenta a su amigo Rhett que resulta ser un mentiroso que cuenta historias falsas de como derrotaba tiranosaurios la cual le molestaba a Pie Pequeño y Cera pero gracias a Chomper por ser un tiranosaurio le revelaron a Ali lo farsante que es Rhett después de que Chomper fingía en que iba a comerse a Rhett y Ali .
- Tickles/Salto (Alphadon)

Es un ratón que solo aparece en “Viaje a través de las brumas”. Se une al grupo en la búsqueda de la Flor nocturna. Al final de la película, regresa con su familia. Es uno de los pocos mamíferos prehistóricos que se ha mostrado en las películas.
- Guido (Microraptor)

Un dinosaurio marginado por “tener plumas” se vuelve amigo del grupo quienes lo consideran curioso, más adelante se descubre que puede volar (cosa que ni él mismo sabía) y que es sonámbulo. Solo aparece en “El Gran día de vuelo” y para asombro de muchos, se vuelve un buen amigo de Tres Cuernos. En la serie animada aprende a volar muy a pesar suyo.
- Tricia (Triceratops)

Media-hermana de Cera, hija de Tria y Tres Cuernos, tiende a ser muy juguetona como Dana y Dynah. Nació oficialmente en “El día de los voladores” y ha aparecido muchas veces en la serie animada. Curiosamente, le tiene miedo a Doc, pero suele buscar a Chomper para jugar. su primera palabra fue "Cera"
- Dinah y Danna (Triceratops)

Son las sobrinas de Cera, hijas de "El hermano mayor de Cera" solo aparecen en "El secreto de Saurusrock" guiando al grupo a la enigmática piedra. Ambas hablan normalmente al unísono y pese a ser gemelas, son muy reconocibles porque Danna es de piel marrón claro y tiene un lunar sobre el ojo derecho mientras que Dainah es de color gris oscuro y su lunar lo tiene sobre el ojo izquierdo.
- Hyp (Hypsilophodon)

Es un dinosaurio bravucón, amigo de Nod y Mutt, los cuales tienen el mal hábito de provocarles problemas a Pie Pequeño y compañía, entre ellos el querer quitarles el agua que ellos encuentran en “Tiempo de Dar” al final de la película, aprende a compartir y a tolerar, aunque en la serie animada, sigue siendo un buscapleitos cobarde.
- Nod/Cabeceo (Nodosaurus)

Amigo de Hyp y Mutt, es quien tiene la apariencia más intimidante pero realmente tiene una naturaleza cobarde, además de que Hyp suele subirse a su lomo para usarlo como montura. En la serie animada, su carácter es más relajado y a veces actúa como el hermano mayor de Spike. Su nombre viene del nombre de su especie.
- Mutt (Muttaburrasaurus)

Es amigo de Hyp y Nod, pero es el más tonto de los tres, su naturaleza es cobarde, pero cooperativa si la situación lo requiere. Al igual que muchos personajes, su nombre viene del nombre de su especie.
- Rhett (Apatosaurio)

Es amigo de Ali que solo aparece en la serie de TV, el siempre cuenta historias de como derrotaba tiranosaurios por sí solo para sorprender a Ali sin embargo esta vez en la serie para cuando Pie Pequeño junto con Cera se puso celoso y no le creía su historia pero Ali si, así que quiso demostrarle una lección, el junto con Chomper y sus amigos sabiendo que es un tiranosaurio hicieron un simulacro para asustar a Rhett el cual resultó ser exitoso demostrando a Ali que en realidad Rhett no es valiente pero al huir regresó con sus padres y toda una manada de apatosaurios para matar al tiranosaurio (Chomper). Entonces Chomper en un intento por escapar de la manada queda atrapado en un camino sin salida ahí antes de que la madre de Rhett matara a Chomper, Pie Pequeño y sus amigos junto con Ali llegaron a tiempo para evitar que lo mataran contándoles la verdad de lo sucedido, al escuchar esto la madre de Rhett se enojó con su hijo y le perdona la vida a Chomper y se van. Rhett en un momento cuando iba junto con la manada Pie Pequeño lo detiene y lo reanima volviéndose amigos y Rhett aprendió una lección de jamás mentir.

### Adultos
- El Abuelo y la Abuela (apatosaurio)

Son los abuelos maternos y padres adoptivos de Pie Pequeño, desde que la madre de este murió y Bron se marchó. Ellos han criado y aconsejado a Pie Pequeño desde muy pequeño y siempre están dispuestos a ayudarlo en donde sea necesario. El abuelo, normalmente es quien cuenta leyendas y relatos emocionantes a los pequeños, mientras que la abuela, normalmente guía a los demás a hacer lo correcto. A pesar de su avanzada edad, ambos saben muy bien como enfrentarse a los “Diente Filoso”.
- Señor Tres Cuernos/Topps (Triceratops)

Es el padre de Cera y Tricia, y abuelo de Dana y Dinah. Desde su aparición ha demostrado tendencias racistas, principalmente hacia los Cuello largo, tiene la costumbre de querer tomar el control de la situación, así como culpar de casi cualquier cosa a Pie Pequeño por considerarlo un alborotador. Tuvo varios hijos con otra esposa, la cual aparentemente murió en En busca del valle encantado no se sabe nada de sus otros hijos. También en su juventud, tuvo un romance con una triceratops llamada Tria, aunque no se sabe por qué razón se separaron. En la película "El día de los voladores" ya es el esposo de Tria y tienen una hija llamada Tricia, prácticamente aquí, Tres Cuernos ya obtuvo una personalidad menos orgulloso y ya no muestra alguna queja cuando Cera juega con un cuello largo como Pie Pequeño cuyo anteriormente no le gustaba que lo hiciera.
- Mamá de Ducky (Saurolofo)

Sus apariciones son normalmente cortas y con muy pocos diálogos, aunque ha demostrado querer mucho a su hija y a Spike, esta se sintió mal, cuando Spike por poco deja la manada para irse con una manada nómada de estegosaurios, aunque al final de la película, Spike volvió con ella y Ducky.
- Mamá de Petrie (Pteranodón)

Tiene pocas apariciones en las películas, pero más en la serie animada. Esta demuestra ser una madre ejemplar al cuidar siempre de sus hijos, aunque también les da libertades tales como tener amigos de otras especies.
- Mamá de Pie Pequeño (Apatosaurio)

Solo aparece en la primera película, demostrando ser una madre muy amorosa a su único hijo. Aunque no era intolerante hacia otras especies, le dijo a Pie Pequeño que las diferentes manadas suelen evitarse entre sí. Al principio de la película luchó contra un Diente Filoso para salvar a Pie Pequeño y a Cera, batalla durante la que salió gravemente lesionada, y posteriormente falleció a causa de sus heridas. Antes de morir, informó a Pie Pequeño sobre cómo alcanzar el Gran Valle, y se quedó con él en espíritu para guiarlo en el camino. Es hija de los abuelos de Pie Pequeño, quienes quedaron como sus cuidadores cuando ella murió, y esposa de Bron. La madre de Pie Pequeño también aparece en un flashback de la décima película, aunque se la muestra de color azul (como sus padres), mientras que en la primera película era marrón (como Bron).
- Bron (Apatosaurio)

Es el padre de Pie Pequeño, quien se había marchado dejando a su esposa, para buscar un lugar ideal en el que ella, sus suegros y él pudieran tener una vida tranquila y feliz. A su regreso, después de haberla encontrado, la tierra había cambiado y ya no encontró a su esposa y su hijo. Bron, en su viaje buscando a su esposa y su hijo, descubriría que su esposa ha fallecido a causa de un tiranosaurio y encontraría a un grupo de pequeños cuellos largos intentando sobrevivir por su cuenta entre ellos, Shorty, al cual acogería y criaría como a su hijo. Más adelante diversos cuellos largos, vagabundos, viendo en el gran potencial y el aura de un líder, se unieron a él, y lo hicieron líder de la manada. Bron apareció en “La emigración de los cuello largos" e invito a Pie Pequeño a que fuera con él, este respondió que iría encantado pero que sus abuelos lo necesitaban, Pie Pequeño no lo tomo muy bien cuando su abuelo le revelo que Bron es su padre pero cuando Bron le cuenta la historia de lo que paso tras su larga ausencia cuando su hijo nació, Pie Pequeño se reconcilia con su padre y lo acepta. Ante esto, Bron “abrazo” a su hijo y prometió llevaría a su manada algún día al gran valle. En la serie animada, Bron cumple esta promesa y lleva su manada al Gran valle. Su nombre parece venir de "Brontosaurus"
- Doc (Diplodocus)

Es un cuello largo viajero el cual tiene una cicatriz sobre el ojo y parte de su cuello en el lado derecho de su rostro. Solo aparece en "El secreto de la roca del saurio" aunque se vio su silueta en "La Emigración de los Cuellilargos" Pie Pequeño lo vio como a su padre en "El secreto de la roca de saurio" y lo defendió cuando los adultos, intentaron culparlo de la mala suerte que azotaba el Gran Valle. Doc se marcha al final de la película, haciéndole entender a Pie Pequeño que su héroe es su abuelo. Vuelve en un episodio de la serie animada y se enfada con Pie Pequeño por su amistad con Mordelón, pero al final su relación se restaura cuando Mordelón junto con Pie Pequeño y sus amigos le ayudaron a encontrar a su amiga Dara pese cuando Doc dijo que el no aceptaría la ayuda de un dienteagudo y así Doc aprende a respetar los límites de la amistad de ambos niños.
- Padres de Mordelón (Tiranosaurio)

Son un par de Tyrannosaurus Rex, los cuales aparecen en "Aventuras en el Gran Valle" y "La Isla Misteriosa" se muestran muy sobreprotectores con Mordelón tras ver como Pie Pequeño rescató a Mordelón de casi ser ahogado en las aguas profundas (en su idioma) juraron no comer a Pie Pequeño y a sus amigos en ningún momento, en la serie animada, ellos permiten que su hijo vaya al Gran Valle.
- Tria (Triceratops)

Fue un viejo amor de Tres Cuernos, estos tienen un reencuentro en “La Invasión de los Pequeñosaurios”. Tria en un principio no es del agrado de Cera, aunque al final la acepta como a una segunda madre. Vuelve a aparecer en “El Gran día de vuelo” ahora cuidando de un hijo suyo con Tres cuernos. En la serie animada, es un madre ejemplar con una buena relación con Cera y Tricia.
- Sr. Thicknose (Pachyrhinosaurus)

Es un sabio dinosaurio el cual muchos respetan en el gran valle. El obtuvo su sabiduría, escuchando a los dinosaurios nómadas y aconsejando, a los demás dinosaurios adultos. Aparece en “La gran helada” como un profesor estricto, que no tolera las ocurrencias de Pie Pequeño. También aparece en varios episodios de la serie animada.
- Icky (Ichthyornis)

Es un fastidioso saurio gaviota, el cual desprecia la compañía de Dil, aunque lo necesita ya que gracias a Dil, este puede cazar sin riesgos. Él se llama así mismo “Los ojos” de Dil, ya que este tiene una vista muy mala. Aparece como uno de los villanos en “El viaje a la tierra de las brumas” y al final de la película, corta lazos con Dil.
- Dil (Deinosuchus)

Es un Deinosuchus casi por completo adulto, este tiene una vista muy mala, pero tiene la fuerza y los dientes que Icky aprovecha. Dil, no soporta a Icky (cuyo sentimiento es mutuo) pero lo necesita para cazar, al final de la película, ambos cortan lazos, aunque Dil se lleva la peor parte al ser perseguido por un plesiosaurio. Junto con Icky, aparece en “El viaje a la tierra de las brumas”
- Archie (Archelon)

Una Tortuga de gran tamaño, que vive en una cueva que se conecta con el Gran Valle con la Tierra de las brumas. Este ayuda al grupo a escapar de Icky y Dil, los villanos de dicha película. Como la mayoría de los personajes, su nombre parece venir de su especie, el Archelon.
- Viejo (Apatosaurio)

Hace su aparición en “El viaje a la tierra de las brumas” presentado como un primo del abuelo. El cual les advierte de los cambios en la tierra, también le explica a los presentes de la enfermedad del abuelo y que su antídoto es la Flor nocturna. En la serie animada se revela que es el abuelo de Ali.
- Pat/Palmadita (Apatosaurus)

Un anciano gentil Apatosaurus, que se ofrece a guiar a Cera, Duckly, Petrie y Spike en “La Emigración de los cuellolargos” se quema una pierna, poco después de narrar “El mito de la creación” más adelante defiende a los niños junto con Bron y el Abuelo de los tres tiranosaurios que les siguen. Al final de la película, los niños le piden los acompañe al gran valle a lo que el acepta. No ha vuelto a aparecer ni siquiera en la serie animada, se cree ya falleció.

## Películas
- The Land Before Time (1988)
- The Land Before Time II: The Great Valley Adventure (1994)
- The Land Before Time III: The Time of Great Giving (1995)
- The Land Before Time IV: Journey Through the Mists (1996)
- The Land Before Time V: The Mysterious Island (1997)
- The Land Before Time VI: The Secret of Saurus Rock (1998)
- The Land Before Time VII: The Stone of Cold Fire (2000)
- The Land Before Time VIII: The Big Freeze (2001)
- The Land Before Time IX: Journey to Big Water (2002)
- The Land Before Time X: The Great Longneck Migration (2003)
- The Land Before Time XI: The Invasion of the Tinysauruses (2005)
- The Land Before Time XII: Great Day of the Flyers (2006)
- The Land Before Time XIII: The Wisdom of Friends (2007)
- The Land Before Time XIV: Journey of the Brave (2016)

## Series de televisión
La serie de televisión se lleva a cabo después de los sucesos de En busca del valle encantado XIII: La sabiduría de los amigos. Se hizo como tradicionalmente de animación por ordenador con fondos animados, que las secuelas del pasado El Land Before Time X: El viaje de los cuellilargos han utilizado, con personajes ocasionales equipo cel-shaded de animación en planos generales. Los principales antagonistas de la serie son Garra Roja, un mal malvado Tiranosaurio Rex, y el chillido y el ruido sordo, dos Velociraptors secuaces.
La serie de televisión es la primera serie animada de televisión producida por Amblin Entertainment para ser filmada en el formato de alta definición, y la primera vez Amblin ha participado en la serie desde la película original de 1988, ya que el estudio no tiene ningún derecho para las secuelas.
Debido al éxito de la primera temporada de la serie y a su alta calidad de definición, es lanzada en DVD, dividida en seis volúmenes (cada uno cuatro episodios) de dos horas de duración cada una siendo así una continuación de En busca del valle encantado XIII: La sabiduría de los amigos.

## Lanzamiento en DVD
- En busca del valle encantado Vol.1 : Aventuras asombrosas (2007-2008)
- En busca del valle encantado Vol.2: Buenos momentos y buenos amigos (2007-2008)
- En busca del valle encantado Vol.3: Aventuras del misterioso más allá (2007-2008)
- En busca del valle encantado Vol.4: El mundo de un coladepúas (2007-2008)
- En busca del valle encantado Vol.5: Amigos para siempre (2007-2008)
- En busca del valle encantado Vol.6: Descubrimientos mágicos (2007-2008)

## Reparto
| Personaje             | Voz en inglés | Voz en español (Los Ángeles) (película 1) | Voz en español (México) (todas las películas y serie animada) | Voz en español (España) (todas las películas y serie animada)                                                          |
| --------------------- | --- | ----------------------------------------- | --- | --- |
| Pie Pequeño/Piecitos  | Gabriel Damon (película 1) Scott McAfee (películas 2, 3 y 4) Brandon LaCroix, Thomas Dekker (cantante) (película 5) Thomas Dekker (películas 6, 7, 8 y 9) Alex Medlock (película 10) Aaron Spann (película 11) Nick Price (película 12) Cody Arens, Anthony Skillman (cantante) (película 13 y serie animada) | Rigoberto Jiménez                         | Elsa Covián (desde la segunda película hasta decimocuarta película) | Chelo Molina (Salvo en la primera película que únicamente fue doblada en Los Ángeles)                                  |
| Cera                  | Candace Hutson (películas 1, 2, 3 y 4) Anndi McAfee (todas las películas y serie animada) | Wendy Elizabeth Torres                    | Cristina Hernández (películas 2, 3, 4 y 5) Gaby Ugarte (películas 6, 8, 9 y 10) Mónica Estrada (película 7) Maggie Vera (película 11 y serie animada) Gaby Beltrán (películas 12 y 13) Annie Rojas (película 14)                       | Adelaida López |
| Ducky/Patito          | Judith Barsi (†) (película 1) Heather Hogan (películas 2, 3 y 4) Aria Noelle Curzon (todas las películas y serie animada) | Laura Bustamante                          | Gaby Willer (películas 2, 5 y 8) María Fernanda Morales (película 3) Vanessa Acosta (películas 4, 7 y 10) Circe Luna (película 6) Laura Ayala (películas 9 y 11) Alondra Hidalgo (películas 12, 13 y 14) Liliana Barba (serie animada) | Yolanda Pérez Segoviano                                                                                                |
| Petrie                | Will Ryan (película 1) Jeff Bennett (todas las películas y serie animada) | Javier Pontón                             | Yamil Atala (películas 2 (3 loops)) Arturo Mercado (todas las películas (al 2 a 13) y serie animada) Luis Leonardo Suárez (película 14)                                                                                                | Abraham Aguilar (películas 2, 3, 4, 5, 7, 9 Y 10), Iván Muelas (películas 6, 8) Pablo Tribaldos (películas 11, 12, 13) |
| Spike/Púas            | Rob Paulsen (películas 2, 3, 4, 5, 7, 8, 9, 10, 11, 12 y 13 y serie animada) Jeff Bennett (película 6) | N/A                                       | TBA (películas desde la segunda hasta la decimotercera y serie animada) Rodrigo Carralero (película 14) | |
| Tragón/Mordelon       | Rob Paulsen (película 2) Cannon Young (película 5) Max Burkholder (serie animada) | N/A                                       | Yamil Atala (película 2) Alondra Hidalgo (película 5) Diana Pérez (serie animada) Max Durán (película 14) | Carmen Cervantes (película 5 y 14)                                                                                     |
| Ruby                  | Meghan Strange (serie animada) | N/A                                       | Mireya Mendoza (serie animada) Melissa Gutiérrez (película 14) | |
| Madre de Piecitos (†) | Helen Shaver (película 1) | Guadalupe Romero                          | | |
| Narrador              | Pat Hingle (†) (película 1) | Alejandro Abdalah                         | | |

## Recepción
| Película                  | Rotten Tomatoes  | Rotten Tomatoes | IMDb               | FilmAffinity       |
| Película                  | Crítica          | Audiencia       | IMDb               | FilmAffinity       |
| ------------------------- | ---------------- | --------------- | ------------------ | ------------------ |
| The Land Before Time      | 70% (30 reseñas) | 78%             | 7.3 (61 378 votos) | 6.5 (29 385 votos) |
| The Land Before Time II   | -                | 42%             | 5.8 (5 699 votos)  | 4.8 (3 364 votos)  |
| The Land Before Time III  | 60% (5 reseñas)  | 38%             | 5.6 (4 000 votos)  | 4.5 (2 022 votos)  |
| The Land Before Time IV   | -                | 44%             | 5.7 (3 395 votos)  | 4.6 (1 323 votos)  |
| The Land Before Time V    | -                | 48%             | 5.9 (2 793 votos)  | 4.6 (1 039 votos)  |
| The Land Before Time VI   | -                | 41%             | 5.8 (2 280 votos)  | 4.7 (913 votos)    |
| The Land Before Time VII  | -                | 45%             | 5.9 (1 969 votos)  | 4.4 (681 votos)    |
| The Land Before Time VIII | -                | 54%             | 5.8 (1 604 votos)  | 4.6 (384 votos)    |
| The Land Before Time IX   | -                | 47%             | 5.8 (1 671 votos)  | 4.5 (332 votos)    |
| The Land Before Time X    | -                | 57%             | 6.1 (1 595 votos)  | 5.2 (1 490 votos)  |
| The Land Before Time XI   | -                | 48%             | 5.8 (1 196 votos)  | 4.3 (495 votos)    |
| The Land Before Time XII  | -                | 55%             | 6.1 (1 039 votos)  | 4.4 (395 votos)    |
| The Land Before Time XIII | -                | 37%             | 5.6 (936 votos)    | 3.9 (260 votos)    |
| The Land Before Time XIV  | -                | 44%             | 5.8 (124 votos)    | 4.6 (39 votos)     |
| Película                  | 65%              | 48%             | 6.0                | 4.7                |